# Flughafen Phetchabun

i7
i11
i13
Der Flughafen Phetchabun (thailändisch ท่าอากาศยานเพชรบูรณ์, IATA-Code: PHY, ICAO-Code: VTPB) ist ein Regionalflughafen im Landkreis (Amphoe) Lom Sak der Provinz Phetchabun in der Nord-Region von Thailand.

## Allgemeines
Der Flughafen sollte den Tourismus sowie die Wirtschaft in der Provinz Phetchabun ankurbeln und besteht aus einem Flughafenterminal mit Abfertigungs-, Abflug- und Ankunftsbereich. Eine Fluggastbrücke ist nicht vorhanden.
Der Flughafen verfügt über eine asphaltierte Start- und Landebahn mit einer Länge von 2100 Metern.

## Fluggesellschaften und Flugziele
Der am 	8. April 2000 eröffnete Flughafen Phetchabun ist ein öffentlicher Flughafen, der im Linienverkehr ab dem Flughafen Bangkok-Don Mueang angeflogen wurde. Wegen zu geringer Nachfrage wurde der Linienflugbetrieb ab 2013 für einige Jahre eingestellt.
Der Flughafen wird auch durch Privatjets angeflogen.
Nok Air wollte den Flugbetrieb nach Phetchabun wieder aktivieren. Ab dem 2. Juni 2018 wurden wöchentlich, jeweils montags und samstags, ein Flug ab Don Mueang angeboten. Bereits im August 2018 wurden die Flüge wieder gestrichen und wird zurzeit wieder von keiner Linienfluggesellschaft angeflogen.

## Zwischenfälle
Zwischenfälle sind keine bekannt.